# Diocesi di Nea Aule
La diocesi di Nea Aule (in latino: Dioecesis Neaulitana) è una sede soppressa del patriarcato di Costantinopoli e una sede titolare della Chiesa cattolica.

## Storia
Nea Aule nell'odierna Turchia, la cui identificazione è ancora oggi incerta, è un'antica sede episcopale della provincia romana di Asia nella diocesi civile omonima. Faceva parte del patriarcato di Costantinopoli ed era suffraganea dell'arcidiocesi di Efeso.
La diocesi è documentata nelle Notitiae Episcopatuum del patriarcato di Costantinopoli fino al XII secolo. Tuttavia un solo vescovo è attribuibile con certezza a questa antica diocesi, Filippo, che prese parte al concilio di Calcedonia del 451. Nelle diverse liste di presenza, la sede di questo vescovo è chiamata sia Nea Aule sia Teodosiopoli; invece nelle sottoscrizioni conciliari, Filippo si designa sempre come "vescovo di Nea Aule"; solo nelle versioni latine degli atti, in due occasioni, è riportata la dicitura episcopus Theodosiupolis sive Novae Aulae (vescovo di Teodosiopoli o Nea Aule) ad indicare che si tratta della stessa sede episcopale.
Al concilio di Efeso del 431 prese parte il vescovo Eutichio di Teodosiopoli. L'identificazione di questa sede pone dei problemi, perché nella provincia di Asia erano tre le città che, ad un momento della loro storia, ebbero il nome di Teodosiopoli. Se si esclude Euaza, che nel concilio del 431 era rappresentata dal vescovo Eutropio, restano Nea Aule e Perperene; entrambe possono essere la sede del vescovo Eutichio.
Dal 1933 Nea Aule è annoverata tra le sedi vescovili titolari della Chiesa cattolica; il titolo finora non è stato assegnato. Gli editori del sesto volume della Hierarchia catholica di Konrad Eubel, pubblicato nel 1958, attribuiscono alla sede titolare Neaulitana il vescovo Neolensis Arnaud-François Lefèbvre (1741-1760), vicario apostolico di Cocincina (oggi diocesi di Quy Nhơn).

## Cronotassi

### Vescovi greci
- Eutichio ? † (menzionato nel 431)
- Filippo † (menzionato nel 451)

### Vescovi titolari
- Arnaud-François Lefèbvre, M.E.P. ? † (6 ottobre 1741 - 27 marzo 1760 deceduto)